# Cataglyphis otini
Cataglyphis otini é uma espécie de inseto do gênero Cataglyphis, pertencente à família Formicidae.